# A. Le Coq Arena
A. Le Coq Arena (Lilleküla Stadium) je nogometni stadion u Tallinnu, Estonija. Koristi se za nogometne utakmicame, ali se na njemu održavaju i razni koncerti i druga događanja.
To je domaći teren estonske reprezentacije i nogometnog kluba FC Flora. Stadion ima kapacitet od 9.692 mjesta, ali se može proširiti na 10.300 s pomoćnim sjedalima. Njegov kapacitet može doseći i do 25.000 na koncertima. Ime je dobio po estonskoj tvrtki A. Le Coq koja se bavi pivom.
Adresa stadiona je Asula 4C, 11312 Tallinn.

## Vanjske poveznice
|  | Zajednički poslužitelj ima još gradiva o temi A. Le Coq Arena |

- Opis stadiona na stranicama FC Flora